# LUNA SEA MEMORIAL COVER ALBUM -Re:birth-
『LUNA SEA MEMORIAL COVER ALBUM -Re:birth-』（ルナシー・メモリアル・カヴァー・アルバム・リバース）は、日本のロックバンド・LUNA SEAのトリビュート・アルバムである。2007年12月19日にavex traxよりリリースされた。

## 解説
LUNA SEAのメジャー・デビュー15周年を記念して発売された。

## 収録曲
1. Déjàvu / ムック
2. Sweetest Coma Again / abingdon boys school
3. STORM / 玉置成実
4. PRECIOUS... / メリー
5. ROSIER / HIGH and MIGHTY COLOR
6. I for You / 森重樹一
7. IN MY DREAM (WITH SHIVER) / LM.C
8. END OF SORROW / YU-KI & DJ KOO from TRF
9. LOVE SONG / kannivalism
10. SHINE / マーティ・フリードマン VS LEGEND feat. 鈴木慎一郎
11. WISH / シド
12. MOON / 土屋昌巳

| スタブアイコン | サブスタブ | この項目は、まだ閲覧者の調べものの参照としては役立たない、アルバムに関連した書きかけの項目です。この項目を加筆・訂正などしてくださる協力者を求めています（P:音楽/PJ:アルバム）。 |